# Festival de Cine Europeo de Sevilla
El Festival de Cine Europeo de Sevilla (en inglés: Seville European Film Festival o SEFF) se celebra  anualmente, cada noviembre, desde el 2004. Lo organiza el Instituto de la Cultura y las Artes del Ayuntamiento de Sevilla. El primer premio es el Giraldillo de Oro a la Mejor Película de la Sección Oficial. En la edición de 2024 se introdujeron nuevos premios como el Puerta América, para reconocer a las producciones europeas que están nominadas a los Oscars en la sección de Mejor Película Internacional, el Premio a la Mejor Película de Rampa, que reconoce el talento emergente y el Premio a la Mejor Película de Alumbramiento, que da visibilidad a producciones sin distribución en España.
Las películas se proyectan en los multicines mk2 Nervión Plaza, Odeon Multicines Plaza de Armas y Avenida 5 Cines, en el Teatro Alameda, Teatro Cervantes, en el Cartuja Center CITE. La proyección de películas se completa con convocatorias de charlas, conferencias y conciertos.

## Historia
Antes de este, en la ciudad existía el Festival Internacional de Cine de Sevilla, que celebró su primera edición en octubre de 1980 en presencia, entre otros, de la actriz Sylvia Kristel, conocida por la película Emmanuelle y del director Otto Preminger. La sede oficial del Festival estuvo ubicada en las oficinas del edificio del Alameda Multicines En 2003 se celebró el Festival de Sevilla de Cine y Deporte.
En 2004 se celebró el I Festival de Cine Europeo de Sevilla. Fue inaugurado por el director Milos Forman y el guionista Jean-Claude Carrière. Milos Forman dio un seminario titulado El Cine Europeo del siglo XXI. El 2008 acudió Roberto Saviano, amenazado de muerte por la camorra italiana, para presentar la película Gomorra, inspirada en su libro. En 2009 acudieron Colin Farrell, Paz Vega y Christopher Lee para presentar la película Triage.
También han estado Agnès Varda, Claude Lanzmann, Léos Carax, Stephen Frears, Amos Gitaï,  Béla Tarr, Gunvor Nelson, Nicolas Roeg, Paolo Taviani, Alexander Kluge, Alain Robbe-Grillet, Tonino Guerra, Carlos Saura, Matteo Garrone, Nikita Mikhalkov, Alain Guiraudie, Bruno Dumont, Tizza Covi, Rainer Frimmel, Peter Greenaway, Jerzy Skolimowski, Ben Kingsley, John Hurt, Vittorio Storaro, Jeremy Thomas, Pipilotti Rist, Khalil Joreige, Joana Hadjithomas, Andrzej Wajda, Kenneth Branagh, Andrea Arnold, John Turturro, Bigas Luna y Danis Tanović, entre otros muchos.
Cada año desde 2005, la Academia de Cine Europeo anuncia las nominaciones a sus premios en este festival. Esta relación de Sevilla con la Academia de Cine Europea llevó a que la entrega de premios de esta organización en 2018 fuese en el Teatro de la Maestranza de Sevilla.
En 2023 el Ayuntamiento de Sevilla planteó cambiar la edición de noviembre a la primavera de 2024 para que no coincidiera con la Semana de los Grammy Latinos, que se celebró en el Palacio de Exposiciones y Congresos Fibes y en otros espacios sevillanos del 9 al 16 de noviembre de 2023, pero finalmente acordó celebrar el festival de cine a finales de noviembre.
En 2024 formaron parte del jurado el productor David Puttnam, la directora Mounia Meddour y el actor Jeremy Irons. Este último recibió el Giraldillo de Honor en la gala celebrada en el Cartuja Center CITE. Irons y Puttnam ofrecieron una rueda de prensa en el espacio Platea Odeón Imperdible del centro comercial Plaza de Armas. Por otro lado, el actor Johnny Depp estuvo en el Alcázar de Sevilla presentando su película sobre el artista italiano Amedeo Modigliani.

## Ediciones
| Años |
| 2004 · 2005 · 2006 · 2007 · 2008 · 2009 · 2010 · 2011 · 2012 · 2013 · 2014 · 2015 · 2016 · 2017 · 2018· 2019 · 2020 · 2021 · 2022 · 2023 · 2024 |

## Giraldillos de oro
- 2024. "And their children after them", de Ludovic y Zoran Boukherma (Francia)[18]
- 2023. El festival no tuvo palmarés[19]
- 2022. "Saint Omer", de Alice Diop (Francia)[20]
- 2021. "Great freedom", de Sebastian Meise (Austria)[21]
- 2020: "Malmkrog", de Cristi Puiu. (Rumania)[22]
- 2019: "Martin Eden", de Pietro Marcello. (Italia & Francia)[23]
- 2018: "Donbass", de Sergei Loznitsa. (Alemania, Ucrania, Francia, Países Bajos & Rumanía)[24]
- 2017: "A Fábrica de Nada", de Pedro Pinho. (Portugal)[21]
- 2016: 'Ma Loute', de Bruno Dumont. (Francia)[21]
- 2015: 'La Academia de las Musas', de José Luis Guerín. (España)[21]
- 2014: 'Turist', de Ruben Östlund. (Suecia, Noruega, Francia & Dinamarca)[21]
- 2013: ‘El Desconocido del Lago’, de Alain Guiraudie. (Francia)[21]
- 2012: ‘Eat Sleep Die’, de Gabriela Pichler. (Suecia)[21]
- 2011: "Siempre Feliz", de Anne Sewitsky. (Noruega)[21]
- 2010: "Son of Babylon", de Mohamed Al-Daradji. (Irak)[21]
- 2009: "Lourdes", de Jessica Hausner. (Austria)[21]
- 2008: "Back Soon", de Solveig Anspach. (Francia & Islandia)[21]
- 2007: "It's a Free World", de Ken Loach. (Reino Unido)[21]
- 2006: "Venus", de Roger Michell. (Reino Unido)[21]
- 2005: "De Latir, mi Corazón se ha Parado",  de Jacques Audiard. (Francia)[21]
- 2004: "Avanim", de Raphael Nadjari. (Israel & Francia)[21]